# باشگاه فوتبال اسپارتا پراگ
باشگاه فوتبال اسپارتا پراگ (به چکی: AC Sparta Praha) یک باشگاه حرفه‌ای فوتبال در لیگ برتر جمهوری چک است که در شهر پراگ در کشور جمهوری چک قرار دارد. این باشگاه در سال ۱۸۹۳ تأسیس شده‌است.
اسپارتا پراگ موفق‌ترین باشگاه جمهوری چک و یکی از موفق ترین باشگاه های اروپای مرکزی است؛ این باشگاه سه بار قهرمان جام اروپای مرکزی (جام میتروپا) شده است و موفق شده است به نیمه‌نهایی جام باشگاه های اروپا در سال ۱۹۹۲ و نیمه‌نهایی جام برندگان جام اروپا در سال ۱۹۷۳ راه یابد. اسپارتا پراگ در عرصه بین‌المللی هم موفق بوده است؛ قهرمانی در جام باشگاه‌های جهان کوچک در سال ۱۹۶۹ که در گذشته جایگزین جام باشگاه های جهان بوده است، از دیگر افتخارات این تیم است.
اسپارتا پراگ رکورد دار قهرمانی در لیگ برتر جمهوری چک و جام حذفی جمهوری چک است؛ اسپارتا پراگ ۳۶ عنوان قهرمانی لیگ دارد که ۱۲ عنوان آن مربوط به پس از استقلال جمهوری چک در سال ۱۹۹۳ است. آن‌ها ۲۷ بار هم فاتح جام حذفی کشور شده‌اند که ۶ بار آن پس از تشکیل کشور جمهوری چک است. این باشگاه همچنین دو بار قهرمان سوپرجام جمهوری چک شده است. اسپارتا پراگ برای مدت طولانی مهم‌ترین منبع تامین بازیکنان تیم ملی جمهوری چک بود؛ اما اخیراً این روند متوقف شده‌است؛ زیرا تقریباً همه بازیکنان برتر فوتبال جمهوری چک در لیگ های خارجی بازی می‌کنند.
ورزشگاه خانگی تیم اسپارتا پراگ، ورزشگاه جنرالی آرنا یا لِتنا است.